# 上野トランステック
上野トランステック株式会社（うえのトランステック、Uyeno Transtech Ltd.）は、神奈川県横浜市にある、海運事業、運送事業を行う株式会社。
上野金次郎が、1869年3月海運業を創業。1998年4月に上野運輸商会と上野ケミカル運輸を統合し、現 「上野トランステック」を設立。
国内では、石油製品、ケミカル製品のタンカー輸送業務をメインとしており、海外では、北東アジア海域を中心として、中東から北米までの輸送に携わっている上野グループの中核海運会社である。
ライジングサン石油時代より日本国内のシェルの石油製品の輸送を受託しており、昭和シェル石油が出光興産と経営統合されて以降は出光のシェルブランドの石油製品の輸送を行っている。

## 沿革
- 1869年（明治2年） - 上野金次郎、横浜で回船問屋「丸井屋」を創業
- 1890年（明治23年） - 上野亀太郎、家業を継承
- 1900年（明治33年） - 昭和シェル石油の前身ライジングサン石油の石油輸送開始
- 1909年（明治42年） - タンク馬車で灯油の輸送を開始
- 1918年（大正7年） - 合資会社「上野回漕店」に改組
- 1926年（大正15年） - 合名会社「上野運輸商会」に改組
- 1932年（昭和7年） - 横浜〜柳島で石油のバラ積み輸送開始
- 1941年（昭和16年） - 陸軍航空本部の指令により瀬戸内海で航空燃料を輸送
- 1946年（昭和21年） - 石油配給統制会社のもとで、西日本各地に石油を輸送
- 1948年（昭和23年） - シェル石油の製品の海上輸送を再開、また同社から外国船バンカーのソウルエージェントを委託
- 1949年（昭和24年） - シェル石油全製品の海上輸送を委託
- 1950年（昭和25年） - タンクローリーによる陸上輸送を開始
- 1955年（昭和30年） - 戦後初の内航船「第一赤貝丸」(黒油1850キロリットル積)建造
- 1957年（昭和32年） - 日本最大の内航船「黒貝丸」(黒油4000キロリットル積)建造
- 1959年（昭和34年） - 初のケミカル専用船「第一日乃出丸」建造
- 1960年（昭和35年） - LPGローリー稼働、車両保有台数100台突破
- 1962年（昭和37年） - ケミカル部門を分離し、「上野ケミカル運輸」設立
- 1965年（昭和40年） - 1号店給油所を鎌倉市に開業
- 1966年（昭和41年） - 上野豊、社長に就任
- 1969年（昭和44年） - シェル石油から防衛庁の納入代行業務を委託
- 1971年（昭和46年） - 「伊勢湾防災」設立、海上防災業務を開始
- 1975年（昭和50年）
  - 株式会社上野運輸商会に改組　　
  - 上野豊、国際ロータリー第259地区ガバナーに就任
- 1977年（昭和52年） - シンガポールに「オクサリス・シッピング」設立
- 1979年（昭和54年） - 上野豊、横浜商工会議所会頭就任
- 1981年（昭和56年） - 陸上輸送部門を分離し、「上野輸送」を設立
- 1983年（昭和58年） - 上野豊、全国内航タンカー海運組合会長就任
- 1987年（昭和62年）
  - 上野孝、社長に就任
  - 住友海上・上野共同ビル竣工、本社を移転
- 1988年（昭和63年） - 第1上野ビル竣工、グループ各社の事務所移転
- 1998年（平成10年） - 上野運輸商会と上野ケミカル運輸を統合し、「上野トランステック」を設立
- 2001年（平成13年） - 上野孝、国際ロータリー第2590地区ガバナーに就任
- 2002年（平成14年） - 上野豊自伝「多くを生きる」出版
- 2003年（平成15年） - 上野孝代表取締役CEOが全国内航タンカー海運組合の会長就任
- 2011年（平成23年） - Transnational Uyeno Solar Corporationが上野グループ最初のソーラー施設をフィリピンで建設
- 2012年（平成24年）
  - 伊勢湾防災(株)伊良湖エスコート業務100,000件無事故、無災害達成　
  - 上野グリーンソリューションズ(株)営業開始
- 2013年（平成25年）
  - 上野グループ国内初の太陽光発電所を苫小牧に建設
  - 上野グループ国内初のメガソーラー発電所を茨城県稲敷市に建設
  - エヌ・シー・ユー物流(株)の全株式取得
- 2017年（平成29年）
  - DLT ENTERPRISE PTE.LTD.の株式取得
  - TRANSNATIONAL UYENO SAFETY ACADEMY INC.　設立
- 2018年（平成30年）
  - シェルケミカルズジャパン(株)の全株式取得
  - 東京湾での船舶向けLNG燃料供給事業を行う「エコバンカーシッピング株式会社」を設立
  - オクサリスケミカルズ株式会社とジャパンケムテック株式会社 合併
- 2019年（令和元年）
  - 台湾で太陽光発電事業等を行う「OXALIS TAIWAN CO., LTD」を設立
  - 上野トランステック株式会社　国土交通大臣賞 受賞